# Fiat Mobi
Le Fiat Mobi est une petite citadine du constructeur automobile italien Fiat produite depuis 2016.
Ce véhicule fabriqué par la filiale brésilienne Fiat Automoveis est destiné à alimenter le marché local mais également à être exporté dans tous les pays d'Amérique Latine, comme la gamme Fiat Palio, Fiat Uno (2010) et Fiat Siena.

## Histoire

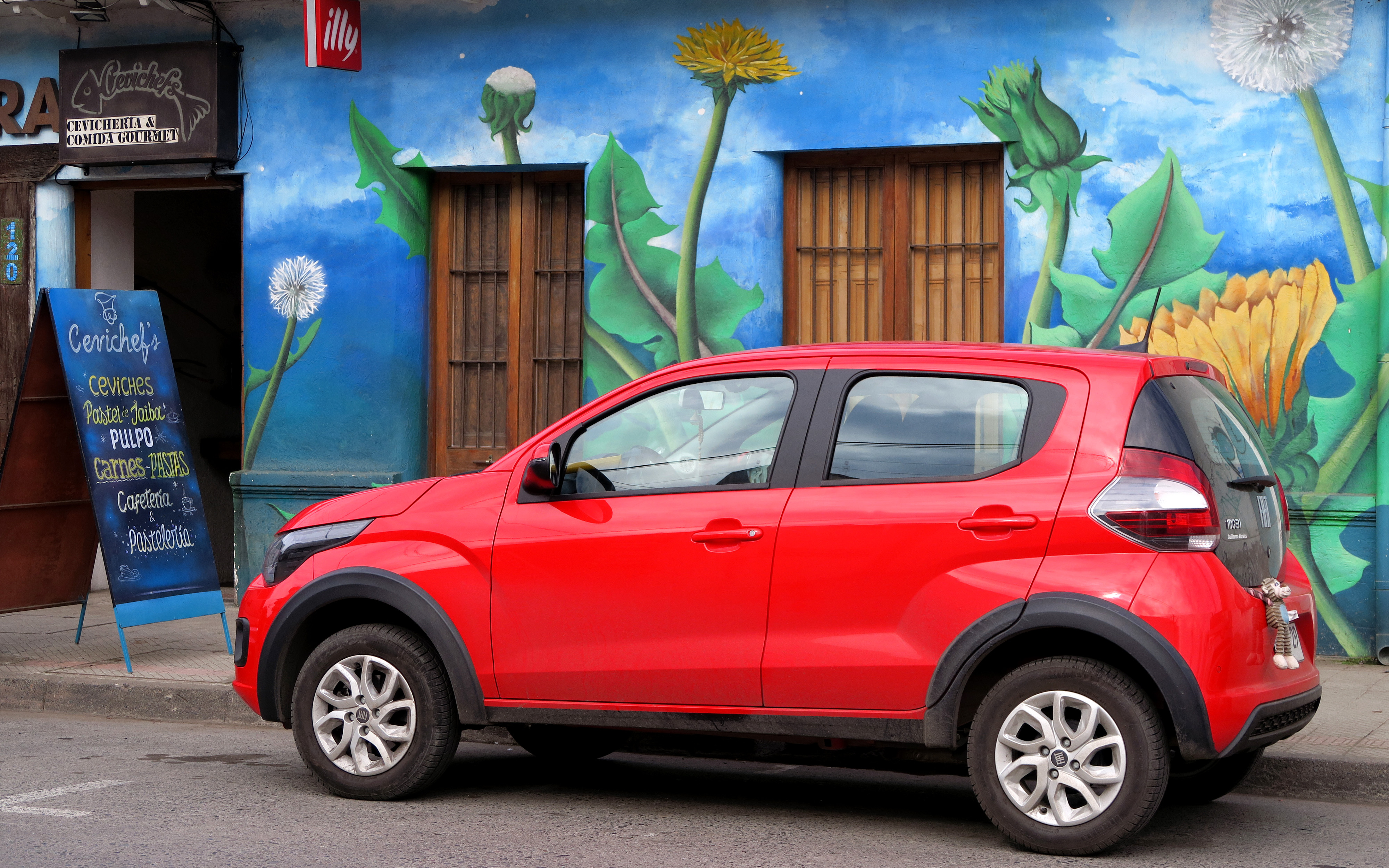
Fiat Mobi

Les premiers exemplaires de présérie du nouveau Mobi ont circulé dès le milieu de l'année 2015 sur les routes du Brésil et ce nouveau modèle a été lancé le 13 avril 2016, avec une seule version de carrosserie 5 portes et un seul moteur, dans un premier temps, le fameux moteur Fiat FIRE Flex dans sa version 999,1 cm3, à double alimentation essence-éthanol, un brevet Magneti-Marelli. D'autres moteurs devraient faire leur apparition, notamment un 3 cylindres de toute nouvelle génération.
Ce véhicule repose sur la plateforme propre au projet "326" qui a donné la Fiat Uno (2010) brésilienne.Le Mobi est fabriqué dans l'usine géante Fiat Automoveïs de Bétim au Brésil.
D'une longueur de 3 570 mm, une largeur de 1 634 mm et une hauteur de 1 500 mm, elle a le même gabarit que l'actuelle Fiat Uno (2010). Son moteur, Flex avec injection multipoint, développe une puissance de 73 ch DIN (75 ch avec éthanol) à 6 250 tr/min et un couple de 95 N m (99 avec éthanol) à 3 850 tr/min. La consommation est faible et son prix compétitif : 31 900 à 43 800 R$ (8 100 € à 11 125 €) la version Way On, identiques à ceux des versions équivalentes de la Fiat Uno. Elle en reprend les atouts, réputée pour sa fiabilité et son faible coût à l'achat comme à l'entretien.

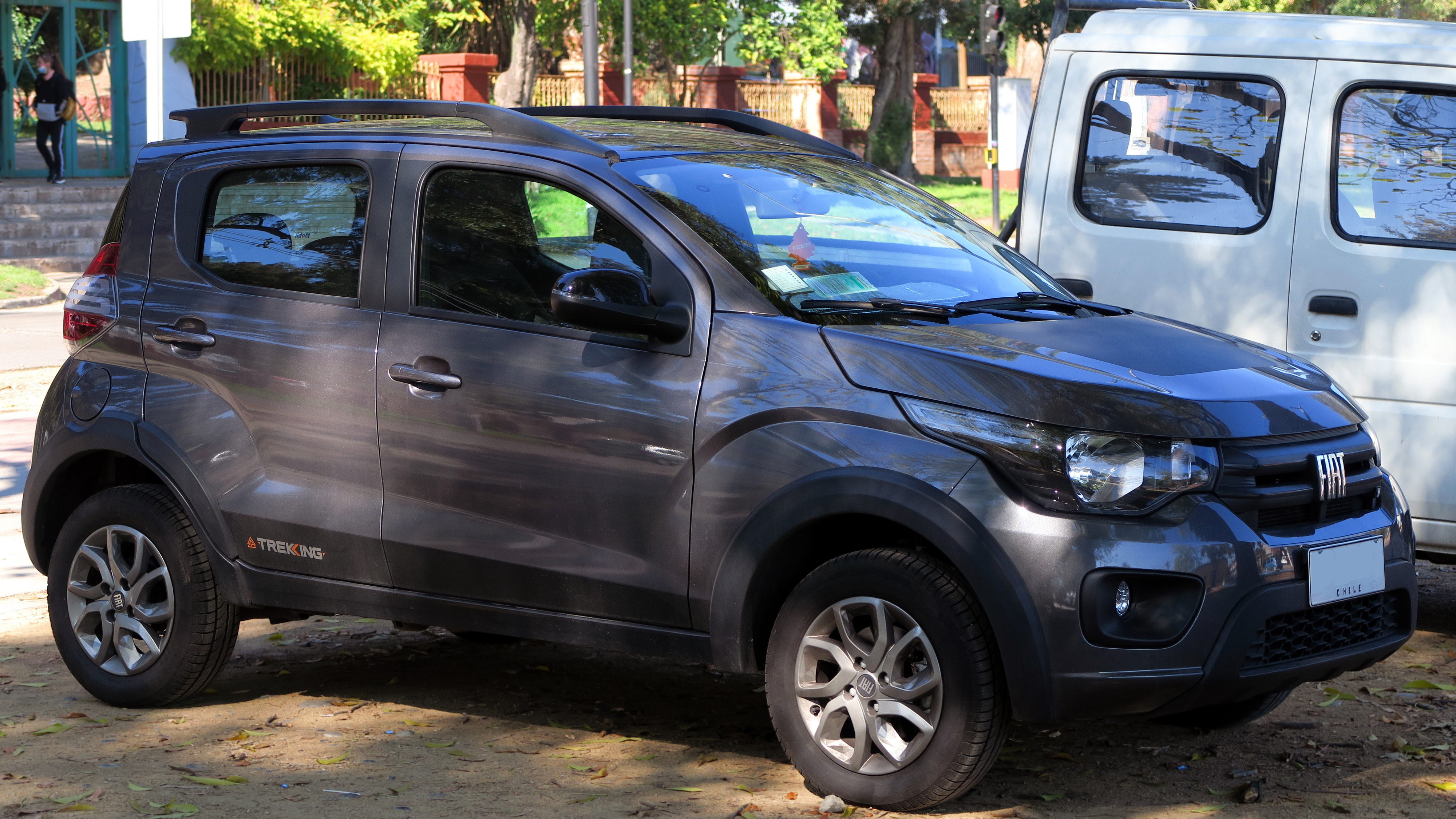
Fiat Mobi Trekking

En mai 2021, elle adopte le nouveau logo Fiat, plus imposant. Elle bénéficie également d'un nouveau système d'infodivertissement.

## Différentes versions
Le Fiat Mobi dispose d'une seule carrosserie et d'un seul moteur bi-carburant, essence et éthanol (pour l'instant). Six niveaux de finition sont proposés[Quand ?] :
- Easy : entrée de gamme comprenant banquette arrière 2/3-1/3, pare-chocs couleur carrosserie, ESS, jantes de 13 pouces avec enjoliveurs, rétroviseurs avec commande intégrée et pare-soleil avec miroir passager, vitres avant et serrures électriques, essuie-glace et lunette arrière dégivrante,
- Easy On : comprend en plus de l'Easy, l'air conditionné, direction assistée et volant réglable en hauteur, jantes en alliage léger de 14 pouces. Cette version n'a pas d'options.
- Like : comprend en plus de la version Easy : 4 vitres électriques, prédisposition radio, ordinateur de bord, fermeture à distance, console centrale avec porte-gobelets pour les passagers arrière, essuie-glace et lunette arrière dégivrante, réglage en hauteur des ceintures de sécurité avant, poignées et rétroviseurs extérieurs couleur de la carrosserie, calandre noir brillant, commandes internes d'ouverture de la trappe carburant. En option, deux systèmes radio B7 et Fiat live On, avec alarme et commandes au volant.
- Like On : en plus de la version Like : jantes en alliage, phares antibrouillards, siège du conducteur avec réglage en hauteur, rétroviseurs électriques avec répéteurs de clignotants intégrés, capteurs de stationnement, revêtement des sièges bi-couleur avec coutures blanches, alarme et radio B7 avec commandes au volant. Aucune option.
- Way : version haut de gamme incluant toutes les options plus des barres de toit longitudinales, les pare-chocs et les passages de roues protégés. En option, les deux systèmes sonores, radio B7 et Live, avec alarme et commandes au volant.
- Way On : version la plus complète de la gamme Fiat Mobi qui inclut toutes les options.